# Oligostigma niveinotatum
Oligostigma niveinotatum là một loài bướm đêm trong họ Crambidae.